# Bebelis obliquata
Bebelis obliquata är en skalbaggsart som beskrevs av Stefan von Breuning 1940. Bebelis obliquata ingår i släktet Bebelis och familjen långhorningar. Inga underarter finns listade.